# Giải bóng đá Cúp Quốc gia 1994
Giải bóng đá Cúp Quốc gia 1994 là mùa giải thứ ba của Giải bóng đá Cúp Quốc gia do Liên đoàn bóng đá Việt Nam (VFF) tổ chức, diễn ra từ tháng 8 năm 1994 đến ngày 5 tháng 11 năm 1994. Các đội bóng tham dự giải thi đấu vòng loại chọn lấy 8 đội vào vòng chung kết tại Thành phố Hồ Chí Minh. Đôi vô địch sẽ giành giải thưởng 20 triệu đồng và đại diện Việt Nam tham dự Cúp C2 châu Á 1995.
Sông Bé đã giành chức vô địch sau khi đánh bại Cảng Sài Gòn với tỷ số 1-0 trong trận chung kết tại Sân vận động Thống Nhất, Thành phố Hồ Chí Minh..

## Vòng chung kết
Vòng chung kết Cúp Quốc gia 1994 được tổ chức từ ngày 22 tháng 10 đến ngày 5 tháng 11 năm 1994 tại Sân vận động Thống Nhất, Thành phố Hồ Chí Minh. 8 đội bóng tham dự thi đấu theo thể thức đấu loại trực tiếp, được bắt cặp thi đấu hai lượt trận ở vòng tứ kết và một lượt trận ở bán kết và chung kết. Nếu tỷ số hòa, hiệp phụ (có áp dụng luật bàn thắng vàng) và loạt sút luân lưu (nếu cần) sẽ được sử dụng để quyết định đội thắng.

### Vòng tứ kết
| Đội 1        | TTS   | Đội 2               | Lượt đi | Lượt về |
| ------------ | ----- | ------------------- | ------- | ------- |
| Cảng Sài Gòn | 4 – 3 | Công an Hải Phòng   | 2 – 2   | 2 – 1   |
| An Giang     | 4 – 2 | Lâm Đồng            | 3 – 0   | 1 – 2   |
| Khánh Hòa    | 2 – 2 | Thừa Thiên Huế      | 2 – 2   | 0 – 0   |
| Sông Bé      | 5 – 1 | Quảng Nam - Đà Nẵng | 2 – 1   | 3 – 0   |

#### Lượt đi
| Ngày 22 tháng 10 năm 1994 | Cảng Sài Gòn               | 2–2 | Công an Hải Phòng  | Sân vận động Thống Nhất, Thành phố Hồ Chí Minh |  |
| 17:00                     | Quốc Bảo 12' · Văn Lợi 32' |     | Đặng Dũng 13', 56' | Trọng tài: Nguyễn Văn Đâu                      |  |

| Ngày 23 tháng 10 năm 1994 | An Giang                            | 3–0 | Lâm Đồng | Sân vận động Thống Nhất, Thành phố Hồ Chí Minh |  |
| 17:00                     | Quốc Bình 4', 69' · Minh Truyền 90' |     |          |                                                |  |

| Ngày 25 tháng 10 năm 1994 | Thừa Thiên Huế                 | 2–2 | Khánh Hòa                          | Sân vận động Thống Nhất, Thành phố Hồ Chí Minh |  |
| 17:00                     | Đình Tuấn 67' · Quang Sang 72' |     | Đặng Đạo 24' · Thài Hòa 83' (p.đ.) |                                                |  |

| Ngày 26 tháng 10 năm 1994 | Sông Bé                     | 2–1 | Quảng Nam - Đà Nẵng | Sân vận động Thống Nhất, Thành phố Hồ Chí Minh |  |
| 17:00                     | Phước Hùng 38' · 70' (p.đ.) |     | Tân 56'             |                                                |  |

#### Lượt về
| Ngày 29 tháng 10 năm 1994 | Công an Hải Phòng | 1–2 | Cảng Sài Gòn           | Sân vận động Thống Nhất, Thành phố Hồ Chí Minh |  |
| 15:00                     | (p.đ.)            |     | (p.đ.) · Đình Tuấn 85' |                                                |  |

Cảng Sài Gòn thắng với tổng tỷ số 4–3.
| Ngày 29 tháng 10 năm 1994 | Lâm Đồng | 1–2 | An Giang | Sân vận động Thống Nhất, Thành phố Hồ Chí Minh |
| 17:00                     |          |     |          |                                                |

An Giang thắng với tổng tỷ số 4–2.
| Ngày 30 tháng 10 năm 1994 | Khánh Hòa | 0–0 | Thừa Thiên Huế | Sân vận động Thống Nhất, Thành phố Hồ Chí Minh |
| 15:30                     |           |     |                |                                                |

Hai đội hòa nhau với tỷ số 2–2 sau hai lượt. Khánh Hòa giành chiến thắng trong loạt sút luân lưu.
| Ngày 30 tháng 10 năm 1994 | Quảng Nam - Đà Nẵng | 0–3 | Sông Bé | Sân vận động Thống Nhất, Thành phố Hồ Chí Minh |
| 17:00                     |                     |     |         |                                                |

Sông Bé thắng với tổng tỷ số 5–1.

### Vòng bán kết
| Ngày 1 tháng 11 năm 1994 | Cảng Sài Gòn                | 5–0 | An Giang | Sân vận động Thống Nhất, Thành phố Hồ Chí Minh |  |
| 17:00                    | 23' · 29' · 51' · 54' · 80' |     |          |                                                |  |

| Ngày 2 tháng 11 năm 1994 | Khánh Hòa | 0–1 | Sông Bé        | Sân vận động Thống Nhất, Thành phố Hồ Chí Minh |  |
| 17:00                    |           |     | Phước Hùng 79' |                                                |  |

### Trận chung kết
| Ngày 5 tháng 11 năm 1994 | Cảng Sài Gòn | 0–1 | Sông Bé                   | Sân vận động Thống Nhất, Thành phố Hồ Chí Minh |  |
| 16:00                    |              |     | Trương Văn Dũ 40' (ph.đ.) | Trọng tài: Phạm Văn Quang                      |  |

| Vô địch Cúp Quốc gia 1994 Sông Bé Lần thứ nhất |